# Dramatis Personae (Star Trek: Deep Space Nine)
"Dramatis Personae" és el divuitè episodi de la sèrie de televisió de ciència-ficció estatunidenca Star Trek: Deep Space Nine, emès durant la primera temporada. Originalment es va emetre en redifusió a partir del 31 de maig de 1993. L'episodi va ser dirigit per Cliff Bole en base a un guió de Joe Menosky.
Ambientada al segle XXIV, la sèrie segueix les aventures a Espai Profund 9, una estació espacial situada prop d'un forat de cuc estable entre els Quadrants Alfa i Gamma de la Via Làctia, prop del planeta Bajor, mentre els bajorans es recuperen d'una brutal ocupació de dècades pels imperialistes cardassians. En aquest episodi, una "infecció telepàtica" divideix la tripulació en dues faccions que lluiten entre si, amb la primera oficial, la major Kira Nerys, liderant el motí.

## Argument
La major Kira creu que una nau valeriana atracada a l'estació està introduint armes de contraban als cardassians, però el Comandant Sisko es nega a retenir la nau sense proves. Abans que puguin resoldre el seu conflicte, una nau klíngon danyada arriba a través del forat de cuc. Un dels seus tripulants es transporta a bord d’Espai Profund 9 mentre la nau explota. L'home ensangonat xiuxiueja: "Victòria!" i mor en qüestió de segons.
Mentre investiga l'explosió, el conestable Odo pateix una convulsió i es desploma. Quan es desperta a la infermeria, el Dr. Bashir insinua enganyosament possibles problemes entre Kira i Sisko. A hores d'ara, Kira ha trobat proves de joc brut entre els valerians i informa a Sisko de la seva intenció de confiscar la seva càrrega; ell li prohibeix fer-ho.
Mentrestant, la tinent Dax i el Cap O'Brien agafen un runabout per trobar la gravadora de missions dels klíngons i portar-la de tornada a l'estació. Durant el seu viatge, O'Brien esmenta la creixent tensió i deixa clara la seva lleialtat a Sisko a una Dax complaent. Més tard, Kira intenta guanyar-se la lleialtat de Dax; tanmateix, Dax sembla letàrgica i només interessada en recordar. Kira veu el taverner Quark intentant escoltar de magatotis i l'ataca violentament.
Odo intenta advertir a Sisko dels paral·lelismes entre l'aparent motí sagnant a la nau klíngon i el que està passant ara a l'estació. Sisko, però, ha començat a construir meticulosament un rellotge i no es pot molestar. Aviat Kira sol·licita l'ajuda d'Odo en un pla per eliminar Sisko i O'Brien. Ell fingeix estar d'acord amb ella. Mentrestant, O'Brien conspira amb Sisko per escapar de l'estació i tornar amb reforços per enderrocar Kira.
Odo estudia el registre klíngon més a fons, i descobreix que els klíngons han descobert una col·lecció d'esferes d'energia amb empremtes telepàtiques d'una antiga lluita de poder que va destruir una raça coneguda com els Saltah'na. Odo s'adona que l'empremta està afectant el personal sènior d’Espai Profund 9, fent que recreïn la lluita de poder que va condemnar els Saltah'na i la tripulació klíngon; només Odo no es veu afectat. Visita Bashir de nou i fingeix col·laboració per cooptar-lo per trobar una manera de revertir l'empremta.
Bashir troba una manera d'eliminar la influència telepàtica de la tripulació i Odo juga amb la confiança de Kira i Sisko per atraure ambdues parts a una de les bodegues de càrrega. Allà, Odo activa la cura de Bashir, i un núvol de gas porpra emergeix dels oficials, que recuperen els sentits. Odo obre les portes de la bodega de càrrega, expulsant el núvol a l'espai destruint les esferes i eliminant l'empremta telepàtica permanentment. Sisko es queda amb el seu rellotge Saltah'na.

## Actors convidats
- Jeff Pruitt com a alferes
- Tom Towles com a Hon'Tihl
- Stephen Parr com a valerià
- Randy Pflug com a guàrdia

## Producció
El títol provisional de l'episodi era "Ritual Sacrifice". Finalment, es va escollir "Dramatis personae" com a títol original. Aquesta expressió llatina, literalment "la màscara del drama", es refereix als personatges d'una obra de teatre.
Segons Joe Menosky, el personatge del posseït Sisko es va inspirar en l'emperador Rodolf II, que també estava fascinat pels dispositius mecànics.
Nana Visitor, que interpretava Kira, es va lesionar l'esquena durant el rodatge d'aquest episodi quan va relliscar en una escala mullada. Va anar immediatament a l'hospital. Com que encara portava maquillatge complet, inclòs un nas protètic, els metges inicialment van suposar erròniament que havia arribat amb el nas trencat.

## Recepció
Keith DeCandido el va qualificar a "tor.com" el 2013 com un episodi normal de "Star Trek: Deep Space Nine". Va trobar la premissa bàsica inversemblant, ja que "Espai Profund 9" no és una nau espacial aïllada, sinó un espaiport on les naus atraquen i surten constantment, i a les rodalies del qual es troba un planeta habitat, Bajor. Per tant, li semblava difícil imaginar que tots els comandants poguessin comportar-se completament de manera boja durant un període de temps prolongat, sense que ningú excepte Odo fes res al respecte. Per a DeCandido, però, aquesta debilitat es veu compensada en certa manera per la bona actuació dels actors principals.

## Llançament
Aquest episodi es va publicar el 2017 en DVD amb la caixa completa de la sèrie, que tenia 176 episodis en 48 discs.